# Île Agnes
Pour les articles homonymes, voir Agnès.
Les îles Agnes (en espagnol : Islas Agnes) sont un groupe d'îles situées au nord-est des îles Magill dans la région de Magallanes et de l'Antarctique chilien, au Chili. Il appartient à l'archipel de la Terre de Feu et à la commune de Punta Arenas. 
Les îles Agnes sont situées au sud de l'île Santa Inés, dont elles sont séparées par la baie Stokes ; et au nord-ouest de l'île Kempe. 
Leurs côtes rocheuses rendent difficile leur approche par tout bâtiment. À l'est  se trouvent un certain nombre d'iles, situées à l'entrée sud-ouest du canal Barbara.

### Sources et bibliographie
- (en) United States Hydrographic Office, South America Pilot, 1916, [lire en ligne], p. 265